# 島崎泉治商店
株式会社島﨑泉治商店（しまざきせんじしょうてん）は、かつて栃木県芳賀郡茂木町あった、清酒製造・販売を行う酒蔵である。代表銘柄の泉月花（せんげつか）をはじめとする製品群は濃醇な味わいが特徴。また、江戸時代に酒造業を起こした初代島﨑利兵衛から数えて五代目の利兵衛の弟、彦兵衛が分家し、その子熊吉が栃木県那須烏山市で酒造業を始めたのが、今日の島崎酒造となった（外部リンク参照）。
2014年に廃業した。廃業以前から自醸をやめ、島﨑酒造に醸造を委託していたが、廃業後は島﨑酒造が「泉月花」の在庫分を引取り販売。

## 代表銘柄

### 泉月花（せんげつか）
- 泉月花【大吟醸】　　　アルコール度数：17.4%　日本酒度：＋5　原料米：美山錦　精白度：50%
- 泉月花【吟醸】　　　　アルコール度数：15.7%　日本酒度：＋5　原料米：美山錦　精白度：55%
- 泉月花【純米吟醸】　　アルコール度数：15.7%　日本酒度：±0　原料米：美山錦　精白度：55%
- 泉月花【本醸造】　　　アルコール度数：15.7%　日本酒度：－7　原料米：雪の精　精白度：55%
- 手造り泉月花【本醸造】アルコール度数：15.7%　日本酒度：＋3　原料米：雪の精　精白度：55%
- 泉月花【普通酒】　　　アルコール度数：18.5%　日本酒度：＋10　原料米：トドロキワセ　精白度：65%
- 手造り泉月花お燗瓶【普通酒】アルコール度数：15.4%　日本酒度：＋3　原料米：雪の精　精白度：65%
- 泉月花樽酒【普通酒】　アルコール度数：14.7%　日本酒度：－7　原料米：雪の精　精白度：65%

### 棚田の雫（たなだのしずく）
- 棚田の雫【純米吟醸】　アルコール度数：15.7%　日本酒度：±0　原料米：五百万石　精白度：55%

　茂木町内の棚田で契約栽培された酒米「五百万石」のみで造られた酒。

### 栄屋利兵衛（さかえやりへえ）
- 栄屋利兵衛【特別純米】アルコール度数：15.4%　日本酒度：±0　原料米：トドロキワセ　精白度：60%

　創業300年記念で発売された純米酒。銘柄には創業時の当主の名前を用いた。

### 島﨑雲圃（しまざきうんぽ）
- 島﨑雲圃【特別純米】　アルコール度数：15.4%　日本酒度：±0　原料米：トドロキワセ　精白度：60%

　島﨑雲圃こと三代目栄屋利兵衛は高田敬輔に学んだ絵師で、その作品の多くが栃木県指定有形文化財に指定されている。ラベルにはその雲圃の描いた水墨画「鮎図」を使用。桐箱入り。

## 歴史
- 1703年（元禄16年） - 屋号「栄屋」で酒造りを始める。
- 1957年（昭和32年） - 株式会社島﨑泉治商店設立。
- 1999年（平成11年） - 「泉月花」全国新酒鑑評会入賞。
- 2000年（平成12年） - 「泉月花」全国新酒鑑評会入賞。
- 2001年（平成13年） - 「泉月花」全国新酒鑑評会金賞受賞。
- 2004年（平成16年） - 「泉月花」全国新酒鑑評会金賞受賞。
- 2006年（平成18年） - 「棚田の雫」販売開始。
- 2014年（平成26年） - 廃業。

## 関連会社
- 島﨑酒造
- 那須銘醸